# Карма Пакши
Вторият Кармапа Карма Пакши (1206 – 1283) е роден в семейство, произхождащо от Дхарма – краля Трисонг Децен. Неговите родители, които са отдадени будистки практикуващи му дават рожденото име Чодзин.

## Биография
Още от дете той показва изключителна интелигентност, а също и интуиция. Момчето се развива много бързо, водено от своя учител Помдрагпа, който разпознава в него следващото прераждане на Дюсум Кхиенпа. Той се оказва толкова надарен, че реализирал всичко толкова бързо, колкото му го преподават. Това е исторически първият от множество следващи примери на съзнателно прераждане и разпознаване на будистки учител. На двадесет и две Чодзин е ръкоположен за монах от Лама Джампа Бум. Във времена на граждански бунтове и конфликти Кармапа активно обикаля Тибет преподавайки и създава атмосфера на хармония и разбирателство. От Карма Пакши води началото си груповото пеене и рецитиране на шестсричковата мантра на Авалокитешвара Ом Мани Пеме Хунг – израз на просветленото съчувствие. Тази практика е твърде популярна и до днес. Следва период от единадесет години, когато Кармапа прекарва в интензивна медитативна практика в новия си манастир в областта Шарчок Пунгри в източнотибетската провинция Кхам. Славата на мощната му реализация достига дори до Китай – биографията му го описва като имащ пълната власт да контролира природните стихии. През 1251 г. втория Кармапа е поканен, а 1254 г. и тържествено посрещнат от Кубилай хан и даже получава покана да остане в царския дворец. Той отклонява поканата, защото передвижда, че в бъдеще това би довело до размирици. По-късно приема поканата да посети двора на по-малкия брат на Кубилай – Монгке хан, където дава множество поучения. Впоследствие, Кубилай хан, който се почувствал пренебрегнат, а също и насърчен от дворцови интриги подлага Карма Пакши на всевъзможни изтезания. Поради изключителните му йогийски сили това не нанесло на Кармапа никаква вреда, а той изразява единствено съчувствието си към хора, които не знаят какво правят.
В края на живота си Карма Пакши предава приемствеността на линията на своя ученик Оргенпа, на когото дава инструкции как да намери следващото му прераждане в западен Тибет. Други важни негови ученици са Джангчуб Цондру и Монгке хан.